# Leah Baird
Leah Baird (20 de junho de 1883 - 3 de outubro de 1971) foi uma atriz de cinema e teatro, roteirista e produtora cinematográfica estadunidense da era do cinema mudo. Atuou em 177 filmes, escreveu 26 roteiros, e esteve envolvida na produção de 6 filmes através de sua produtora, a Leah Baird Productions.

## Biografia
Baird iniciou sua carreira trabalhando em teatro em Toronto, Buffalo e com a Morton Snow Stock Company em Troy, Nova York. Em 1907, Baird atuou em uma peça chamada The Mummy and Hummingbird, que ganhou a atenção do produtor, diretor e ator William A. Brady, fundador da World Film Corporation em 1915. Brady lançou-a ao lado de Douglas Fairbanks, Sr., em The Gentleman from Mississippi, que foi encenado entre 1908 e 1910.
Iniciou na carreira cinematográfica com o filme Jean and the Waif, em 1910, pela Vitagraph Studios, ao lado de Jean, the Vitagraph Dog. Em 1913, interpretou Rebecca de York ao lado de King Baggot em Ivanhoe, de Carl Laemmle. Em 1918 atuou nos 15 episódios do seriado Wolves of Kultur. Teve sua própria produtora, entre 1920 e 1923. Em 1926, produziu Shadow of the Law, pela Associated Exhibitors.
Baird posteriormente se tornou roteirista e contribuiu para vários filmes de Clara Bow, tais como The Primrose Path, em 1925, cujo roteiro escreveu. A partir de 1941, voltou a atuar em pequenos papéis não-creditados, em filmes como Kings Row (1942), Mildred Pierce (1945) e Around the World in Eighty Days (1956). The Hard Man, em 1957, foi seu último filme, com um pequeno papel não-creditado.
Baird foi casada com o produtor Arthur F. Beck.
Faleceu de anemia em 3 de outubro de 1971 e foi sepultada no Hollywood Forever Cemetery.

## Leah Baird Productions
Em 1921, ao lado do marido Arthur F. Beck, formou a Leah Baird Productions, Inc., em Cliffside, New Jersey.
- The Miracle Makers (1923)
- When the Devil Drives (1922)[8]
- Don't Doubt Your Wife (1922)
- The Heart Line (1921)
- Cynthia of the Minute (1920)

## Filmografia parcial

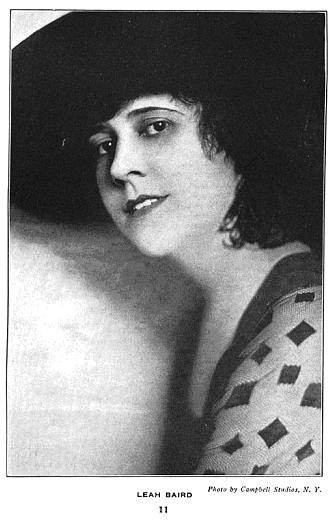
Leah Baird em The First One Hundred Noted Men and Women of the Screen, por Carolyn Lowrey, pub. 1920

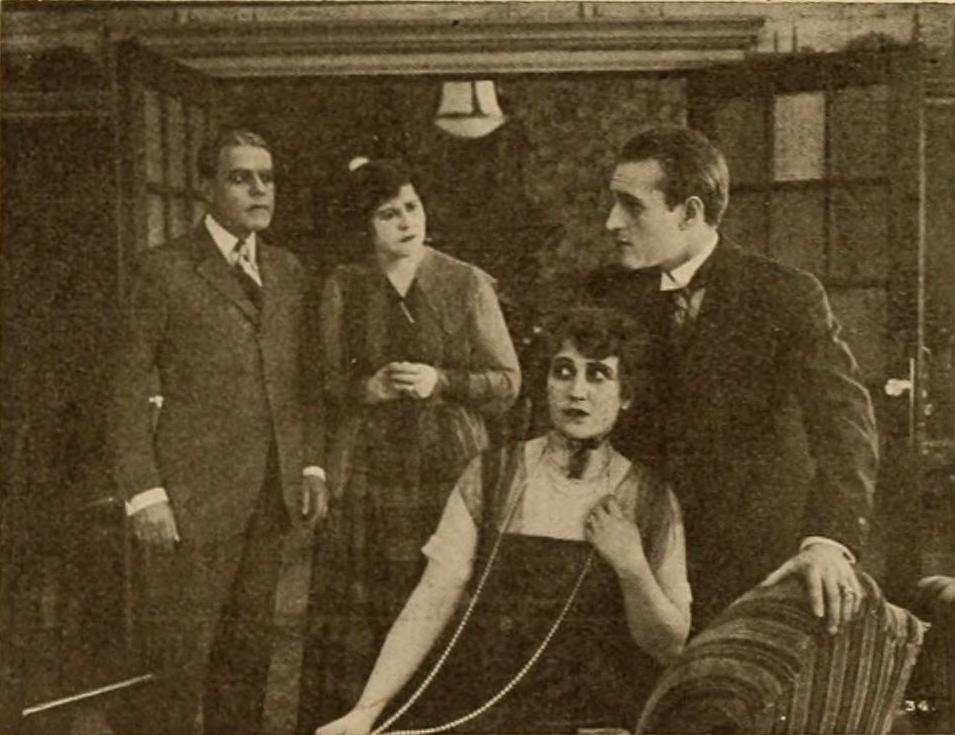
Uma cena de One Law for Both, filme mudo de 1917 dirigido por Ivan Abramson. Da esquerda para direita, Vincent Serrano, Leah Baird, Rita Jolivet e James W. Morrison (The Moving Picture World, 1917).

### Atriz
- Jean and the Waif (1910)
- Chumps (1912)
- All for a Girl (1912)
- Ivanhoe (1913)
- Absinthe (1914)
- Neptune's Daughter (1914)
- Lights of New York (1916)
- One Law for Both (1917)
- Wolves of Kultur (seriado, 1918)
- Is Divorce A Failure? (1923)
- Manpower (1941)
- One Foot in Heaven (1941, papel não determinado)
- Yankee Doodle Dandy (1942)
- Kings Row (não-creditada, 1942)
- The Adventures of Mark Twain (não-creditada, 1944)
- Mildred Pierce (não-creditada, 1945)
- Around the World in Eighty Days (não-creditada, 1956)
- The Hard Man (1957)

### Roteiro
- The Dawning (1912)
- The Primrose Path (1925)
- Spangles (1926)
- The Return of Boston Blackie (1927)

### Produção
- Shadow of the Law (1926)